# Шабва (покрајина)
Шабва (арап. شبوة , енглески: Shabwa) је једна од 20 Јеменских мухафаза. Ова покрајина простире се на југу Јемена на планинским обронцима Хадрамаута, мањим делом лежи уз обале Арабијског мора.
Шабва има површину од 39.000 km² и око 466.889 становника, густина насељености износи 12 становника на km².
Највећи и најзначајнији градови у овој покрајини су; Атак, Беихан ел Касаб, Тимна (бивши главни град античког краљевства Катабан), Маблака, Хабан и Азан. У Вади Маџфаџи, се налазе руšевине предисламског града Хаџар ел Накба (зидине и торњеви), који је униšтен у 4. веку п. н. е.. Уз обале Арабијског мора протежу се градови; Хавра, Ирка, Бал Хаф, Бир Али и Шабва, бивши главни град историјског Хадрамаутског краљевства, по коме је данашња мухафаза добила име.
Између 1967 - 1990 године, ова територија је била IV мухафаза тадашње државе Јужни Јемен, након уједињења земље понела је историјско име Шабва.